# Ignacio Zaragoza
Ignacio Zaragoza là một đô thị thuộc bang Chihuahua, México. Năm 2005, dân số của đô thị này là 6631 người.